# Flavio Arras
Flavio Arras (Torino, 29 marzo 1965) è un doppiatore italiano, attivo fino al 2020, soprattutto in prodotti d'animazione.
Ha doppiato vari personaggi dei cartoni animati, fra cui Mr. Popo nelle serie di Dragon Ball, la voce del Pokédex nell'intera serie dei Pokémon, il Cavaliere d'oro Megres ne I cavalieri dello zodiaco, Ryo ne I cinque Samurai e Pell il falcone in One Piece, nonché il protagonista Ryuuma Kagawa / Fire nel telefilm di genere tokusatsu Winspector.
Nella seconda metà degli anni novanta ha anche lavorato come attore nel programma per bambini di Rai Uno L'albero azzurro.

## Doppiaggio

### Film
- Peter Phelps in Attacco nel deserto
- Donal Logue in Strani miracoli[2]
- Ettore Comi in Demonia
- Richard Berger in Godzilla contro King Ghidorah

### Serie animate
- Mr. Popo in Dragon Ball, Dragon Ball Z e Dragon Ball GT
- Takuro Amano/Terence in Wedding Peach - I tanti segreti di un cuore innamorato e Wedding Peach DX
- Mikiyasu Shinshi in Patlabor (primo e secondo OAV)
- Megres, Albione (epp. 69-70) e Ioria (epp. 72-73) ne I Cavalieri dello zodiaco
- Brain Child e Ka-Zar in Insuperabili X-Men
- Lackey in Picchiarello (seconda edizione)
- Alexander Mitchell in Tommy la stella dei Giants
- Kurt in Bentornato Topo Gigio
- Ryo Sanada ne I cinque samurai
- Piero in C'era una volta... l'uomo (ridoppiaggio)
- Principe Valiant in Principe Valiant
- Nick Menzogna in Emily e Alexander - Che tipi questi topi
- Voci varie in Gundam Wing
- Lantis in Magic Knight Rayearth
- Pokédex in Pokémon
- Pell il falcone in One Piece
- Alcide in Lupo Alberto (1ª serie)[3]
- Hashirama Senju in Naruto
- Ken in Tutor Hitman Reborn!

### Film d'animazione
- Goemon Ishikawa XIII in Lupin III - La pietra della saggezza (3º doppiaggio) e Lupin III - Il castello di Cagliostro (2° doppiaggio)
- Lesia ne I Cavalieri dello zodiaco - La dea della discordia (primo doppiaggio)
- Berenice ne I Cavalieri dello zodiaco - La leggenda dei guerrieri scarlatti (primo doppiaggio)
- Fiore in Sailor Moon R The Movie - La promessa della rosa (doppiaggio Deneb Film)
- Mr. Popo in Dragon Ball Z - L'invasione di Neo Namek (2° doppiaggio, Merak Film)
- Ryu Aikawa in Kamasutra
- Yoshiyuki in Bounty Dog
- Cheolmin in Superkid eroe bambino
- Subaru in X

### Serie televisive
- Terrell Anthony, Jeff Gendelman e Justin Klosky in Sentieri
- Masaru Yamashita in Winspector
- Wesley Eure ne La valle dei dinosauri
- Felix Ryan in Power Rangers Samurai
- Trevor Lissauer in Undressed
- Renaud Roussel in Primi baci
- Joseph Bottoms in Olocausto (ridoppiaggio)

### Videogiochi
- Guardia del museo, Affarista, Azadi e Cittadini di Mercuria in Dreamfall: The Longest Journey (2006)[4]
- Jinx in Jak II: Renegade (2003)[5]
- Alcuni soldati ISA in Killzone (2004)[6]
- Rific in Kane & Lynch: Dead Men (2007)[7]

## Televisione
- L'albero azzurro (1996-1997)
- Cri Cri - serie TV, episodio 1x15, regia di Francesco Vicario (1990)